# كريستينا جورجي
كريستينا جورجي مواليد 24 أبريل 1986 في رومانيا، هي لاعبة كرة يد إيطالية تلعب كظهير أيمن. مثلت منتخب إيطاليا لكرة اليد للسيدات.

## الإنجازات
- كأس إيطاليا:
  - الفوز: 2011